# Две строчки мелким шрифтом
«Две строчки мелким шрифтом» — советско-восточно-германский художественный фильм 1981 года, драма Виталия Мельникова о советском историке, расследующем обстоятельства предательства в большевистском подполье накануне Первой мировой войны.

## Сюжет
Ленинград, 1970-е годы. Молодой историк Фёдор Голубков спешит на работу, в институт, где у него свои большие и малые заботы: написать передовицу в стенгазету, определить срок защиты диссертации, сходить на похороны старого большевика Богачёва, перед Первой мировой войной входившего в «вальбургскую группу» в Германии, которая переправляла в Россию запрещённую литературу и подпольщиков. В квартире Богачёва Фёдор видит уже знакомую фотографию «вальбургской группы»: тётя его жены, которая живёт с ними, — младшая сестра Косоргина, ещё одного члена группы, пропавшего в 1912 году. Однако на фото у Косоргиной отрезан один человек с краю, который есть на фото у Богачёва: это член группы Тишков, который после одного из крупных провалов был обвинён в предательстве, после чего застрелился. Этот период истории не относится к теме диссертации Голубкова, им занимается его коллега и бывшая однокурсница Светлана. Однако Голубкову не даёт покоя личность Тишкова: почему после провала он не сбежал, а вернулся к своим, но потом застрелился?
Фёдор беседует с двумя последними членами «вальбургской группы», но если Генералов убеждён, что Тишков был провокатором, то Безруков считает, что Тишков застрелился, потому что друзья не поверили ему. Безруков даёт Голубкову адрес, по которому проживает Ташков, внук Тишкова: его отец сменил фамилию, чтобы избежать постоянного напоминания о предательстве своего предка. Ташков реагирует на появление Голубкова напряжённо и даёт ему понять, что не хочет вспоминать об этой истории, а его жена и дочь ничего не знают. Научный руководитель Голубкова отговаривает его от поисков: ведь если предположить, что провокатором был не Тишков, то круг других подозреваемых очень узок, и в их число входит Косоргин, который пропал без вести вскоре после провала. Тем временем поиск в архивах в Москве приводит Голубкова к неожиданному открытию: в Приморье с 1914 года появляется агент охранки Дерябин, каким-то образом связанный с «вальбургской группой». Руководство института выражает недовольство тем, что Голубков «влез» не в свою тему и пытается опровергнуть устоявшуюся точку зрения на историю большевистского подполья.
В Институте истории партии в Москве Голубкову неожиданно дают добро на поездку в Берлин, где его встречает давний приятель Вальтер, учившийся в аспирантуре в Ленинграде. Вместе с Вальтером Голубков получает выписку из банка о счёте Тишкова: оказалось, ему накануне провала поступали денежные переводы от Охранного отделения, но он ими почему-то не воспользовался. Наконец среди неразобранных дел в архиве Голубков находит письмо начальника охранки Белецкого, из которого следует, что за провокатора хотели выдать другого члена группы, чтобы скрыть настоящего провокатора.
Расследование Голубкова не завершается: экспертиза по сравнению фотографии Косоргина и агента Дерябина не дала окончательного вывода, и всё, чего пока добивается историк, это «две строчки мелким шрифтом» о Тишкове в чужой диссертации. Однако в результате научного поиска Голубков восстанавливает доброе имя Тишкова: последний кадр фильма показывает повторный приход Голубкова к Ташкову, который открывает ему дверь вместе с дочерью.

## В ролях
- Сергей Шакуров — Фёдор Николаевич Голубков, историк
- Ян Шпитцер — Вальтер, аспирант из ГДР
- Нина Русланова — Светлана, коллега Голубкова
- Лидия Константинова — Алёна, жена Голубкова
- Павел Кадочников — Бартеньев, научный руководитель Голубкова
- Валерий Баринов — Андрей Косоргин, революционер / Дерябин, агент охранного отделения
- Софья Гаррель — Евгения Ивановна, тётя Алёны, сестра Косоргина
- Анатолий Ромашин — Григорий Григорьевич, директор Института истории
- Евгений Гуров — Пётр Петрович Генералов, революционер
- Сергей Курилов — Михаил Иванович Безруков, революционер
- Юрий Богатырёв — Степан Тишков, революционер
- Олег Борисов — Ташков, внук Тишкова
- Хорст Дринда — Тагер
- Клаус-Петер Тиле — Фридрих Ленц, революционер
- Алла Мещерякова — Зоя Николаевна, сотрудник исторической библиотеки
- Николай Крюков — товарищ Кирилл, социалист
- Всеволод Сафонов — заместитель директора Института истории партии
- Дмитрий Бессонов — Изерский
- Артем Хряков — Богачёв
- Альфред Штруве — сотрудник банка

## Съёмочная группа
- Авторы сценария: Владлен Логинов, Виталий Мельников, Михаил Шатров
- Режиссёр: Виталий Мельников
- Оператор: Константин Рыжов
- Художник: Владимир Светозаров

## Награды
- 1982 — 15 ВКФ (Таллин) по разделу художественных фильмов: премия и диплом жюри за лучшую кинорежиссуру — Виталию Мельникову («Две строчки мелким шрифтом»)[1].